# Friedrichsgmünd
Friedrichsgmünd (fränkisch: Gmind) ist ein Gemeindeteil der Gemeinde Georgensgmünd im Landkreis Roth (Mittelfranken, Bayern). Er ist mittlerweile räumlich mit Georgensgmünd verschmolzen und als eigener Ort nicht mehr erkennbar und auch nicht ausgeschildert. In Friedrichsgmünd befinden sich Marktplatz, Rathaus und Schulen der Gemeinde Georgensgmünd. Friedrichsgmünd liegt in der Gemarkung Georgensgmünd.

## Geografische Lage
Das ehemalige Dorf liegt an der Fränkischen Rezat, die sich 0,2 km weiter östlich mit der Schwäbischen Rezat zur Rednitz vereinigt, und ist von Flurgebieten umgeben: Im Nordwesten grenzt die „Radwiesen“ an, im Südosten die „Lehbihl“, im Osten die „Lehbihlwiesen“ und im Norden der gemeindliche Espan.

## Geschichte
Ursprünglich bestand der Ort Friedrichsgmünd nur aus einem Jagdschlösschen, das der Ansbacher Markgraf Albrecht II. im Jahr 1666 für sich errichten ließ. Der Ort wurde nach seinem Sohn Johann Friedrich benannt. In den Oberamtsbeschreibungen des Jahres 1732 von Johann Georg Vetter gab es in Friedrichsgmünd 10 Anwesen, darunter ein Brauhaus mit Tafernwirtschaft, einen Eisenhammer, eine Eisenschmelze, an deren Stelle im Folgejahr die Untere Papiermühle errichtet wurde, und eine Ziegelhütte. Zu dieser Zeit wurde auch das Verwalterämtlein Friedrichsgmünd gegründet.
Gegen Ende des 18. Jahrhunderts bildete Friedrichsgmünd mit Hammerschmiede, Obere und Untere Papiermühle eine Realgemeinde. In Friedrichsgmünd gab es 25 Anwesen (4 Häuser, 14 Halbhäuser, 6 Viertelhäuser, 1 Tafernwirtschaft). Das Hochgericht übte das brandenburg-ansbachische Oberamt Roth aus. Die Dorf- und Gemeindeherrschaft sowie die Grundherrschaft über alle Anwesen hatte das brandenburg-ansbachische Verwalterämtlein Friedrichsgmünd inne. 1800 soll es im Ort 19 Untertansfamilien gegeben haben.
Von 1797 bis 1808 unterstand der Ort dem Justiz- und Kammeramt Roth. Im Rahmen des Gemeindeedikts wurde Friedrichsgmünd dem 1808 gebildeten Steuerdistrikt Georgensgmünd und der 1811 gegründeten Ruralgemeinde Georgensgmünd zugeordnet. Nach 1973 wurde der Ort nicht mehr in den amtlichen Ortsverzeichnissen aufgelistet.

### Baudenkmäler
In Friedrichsgmünd gibt es 17 Baudenkmäler:
- Kriegerdenkmäler
- Wohnhäuser
- Villen
- Bahnhof

### Einwohnerentwicklung
| Jahr      | 001818 | 001840 | 001861 | 001871 | 001885 | 001900 | 001925 | 001950 | 001961 | 001970 |
| Einwohner | 186    | 210    | 280    | 350    | 485    | 518    | 697    | *      | *      | *      |
| Häuser    | 40     | 26     |        |        | 75     | 94     | 106    | *      | *      |        |
| Quelle    | [ 14 ] | [ 15 ] | [ 16 ] | [ 17 ] | [ 18 ] | [ 19 ] | [ 20 ] | [ 21 ] | [ 22 ] | [ 23 ] |

## Religion
Friedrichsgmünd ist evangelisch-lutherisch geprägt und nach St. Georg (Georgensgmünd) gepfarrt. Die Einwohner römisch-katholischer Konfession sind nach St. Wunibald (Georgensgmünd) gepfarrt.